# Kane Kosugi
Kane Kosugi (* 11. Oktober 1974 in Los Angeles, Kalifornien) ist ein US-amerikanischer Schauspieler.

## Leben und Karriere
Kane Kosugi hat sowohl japanische als auch chinesische Wurzeln. Sein Vater ist Shō Kosugi, der in den 1980ern als Darsteller in diversen Ninja-Filmen bekannt wurde. Sein Spitzname ist daher auch „Son of the Dragon“ (Sohn des Drachen). Bereits im Alter von eineinhalb begann er unter der Leitung seines Vaters mit dem Martial-Arts-Training. Wie sein Vater trainierte auch Kane Kosugi einige Kampfsport-Arten, unter anderem Judo, Karate, Kendō, Ninjutsu, Taekwondo und Wushu. Als Kind gewann er 176 Pokale in den verschiedenen Sportarten. Sein Vater ließ ihn als Jungschauspieler in einigen Filmen auftreten, so bereits im Alter von acht Jahren in Die Rückkehr der Ninja, 1984 in der Fernsehserie Der Ninja-Meister und 1988 an der Seite von Jean-Claude Van Damme in Red Eagle. In vielen dieser Filme spielte außerdem sein jüngerer Bruder Shane Kosugi mit.
Nachdem Kosugi die Highschool abgeschlossen hatte, zog er zusammen mit seiner Familie nach Japan. Sein Vater förderte ihn weiter, in dem er ihn in zwei Filmen, bei denen er Regie führte, auftreten ließ. Anschließend trat Kosugi in der Fernsehserie Ninja sentai Kakurenjâ auf. Anschließend begann er eine Karriere im japanischen Fernsehen, wo er in diversen Shows auftrat und außerdem eine Reihe von Werbespots abdrehte. Zu seinen Förderern zählt auch Jackie Chan, der ihn 1997 in an der Produktion von Jackie Chan ist Nobody teilnehmen ließ. Kosugi hatte dort einen Cameo und lernte einiges über das Filmemachen als Solches.
2002 übernahm Kosugi die Hauptrolle im Actionfilm Muscle Heat, die ihn in Japan endgültig zum Star werden ließ. Er hatte danach Rollen in Godzilla: Final Wars (2004), D.O.A. – Dead or Alive (2006), War (2007) mit Jet Li und Jason Statham sowie Ninja – Pfad der Rache (2013).

## Privatleben
Kosugi hatte eine längere Beziehung mit der Profigolferin Riko Higashio, die jedoch später den Schauspieler Ishida Junichi heiratete. Seit 2009 ist Kosugi mit einer Frau aus Hongkong verheiratet. Er und sein Vater Shō Kosugi sind seit längerem zerstritten. Kosugi hatte ihn als seinen Nachfolger im Sho Kosugi Institute, eine Schule für Schauspiel und Martial Arts vorgesehen, die Kane Kosugi jedoch wegen seiner Filmkarriere ablehnte.
Kosugi engagiert sich in der Make-A-Wish-Foundation und bei den Paralympics.

## Filmografie (Auswahl)
- 1982: Die Rückkehr der Ninja (Revenge of the Ninja)
- 1984: Der Ninja-Meister (The Master, Fernsehserie)
- 1985: Die 1000 Augen der Ninja (Pray or Death)
- 1985: Die 9 Leben der Ninja (Nine Deaths of the Ninja)
- 1988: Red Eagle (Black Eagle)
- 1991: Shogun Mayeda (Journey of Honor)
- 1993: The Fighting King (Za kakuto oh)
- 1993: Ultraman: The Ultimate Hero (Fernsehserie)
- 1994: Ninja sentai Kakurenjâ (Fernsehserie)
- 1995: Zero Woman 2
- 1997: Cat’s Eye
- 2002: Muscle Heat (Massuru hîto)
- 2004: Godzilla: Final Wars (Gojira: Final Wars)
- 2006: D.O.A. – Dead or Alive (DOA: Dead or Alive)
- 2007: War
- 2013: Ninja – Pfad der Rache (Ninja: Shadow of a Tear)
- 2014: Tekken 2: Kazuya’s Revenge